# النبي روبين (الرملة)
النبي روبين كانت قرية فلسطينية اُقيمت في الثلاثينيات، وتقع على الضفة الجنوبية من وادي الصرار وتبعد 11 كم جنوبًا من مدينة يافا، جاءت تسمية القرية نسبة للنبي روبين بن يعقوب الذي يدعي البعض أنه مدفون داخل إحدى المقامات في القرية.

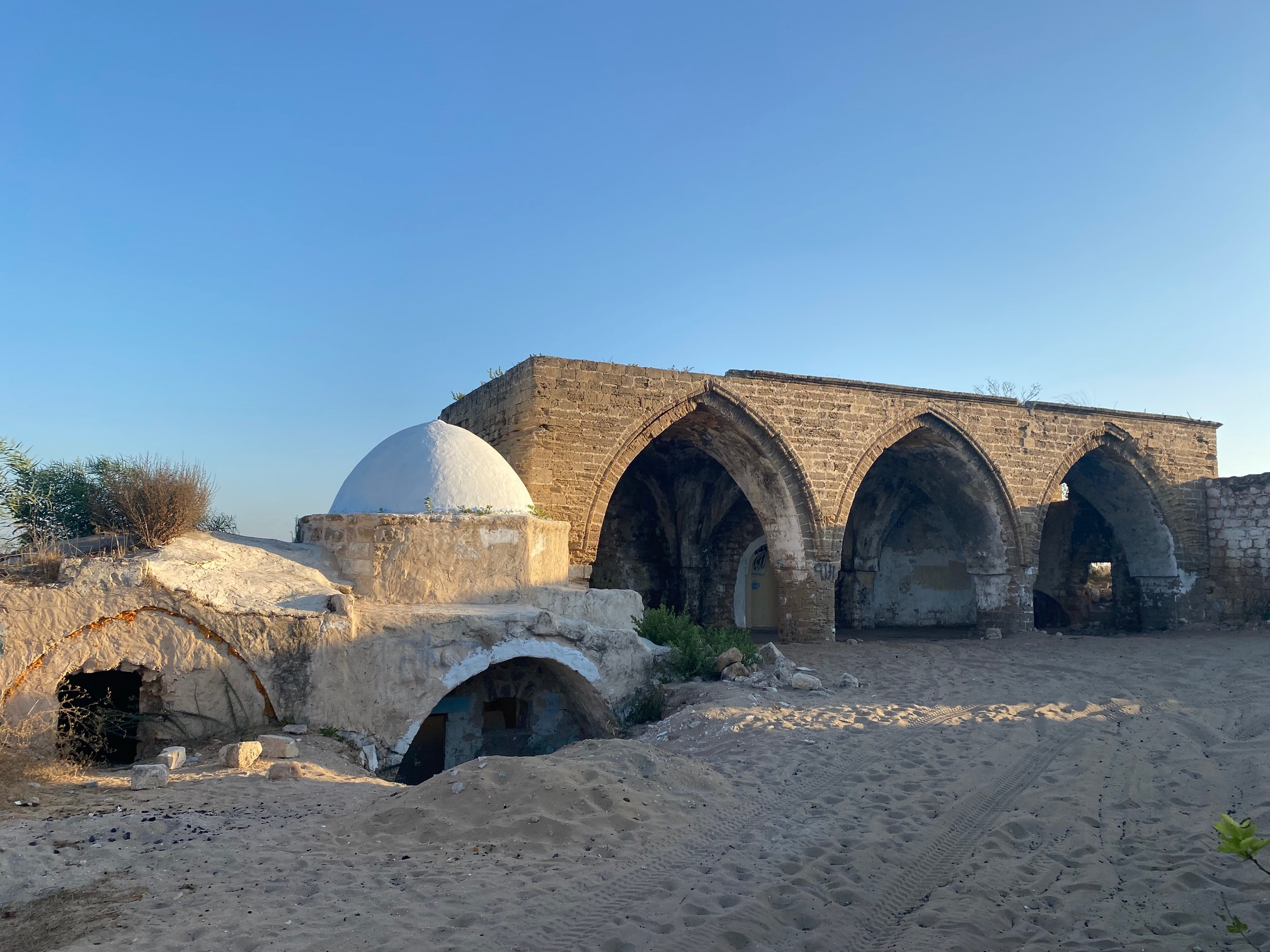
النبي روبين (2021)

## التاريخ المبكر للقرية
منطقة قريه النبي روبين كانت مسكونه منذ زمن بعيد، حيث ان هذه المنطقة كانت نقطة تجارية مهمة لكونها تشكل تقاطع لطريق البحر(احد اقدم الطرق التجاريه والذي يعود إلى بدايات العصر البرونزي) والطريق المؤدي لميناء قرية يبنا. أول ذكر لنشاط تجاري بالمنطقة يعود لعام 1184 ومذكور في كتاب كلود كوندر. اشترك في النشاط التجاري تجار من دمشق وعكا وتاجروا بالعبيد والفرس والاسلحة، في وقت متاخر أكثر وصل للمنطقة تجار من ايطاليا، صقلية، رودس، وكريت. بقي هذا النشاط فعال حتى الحرب بين المماليك والصليبين في القرن الثالث عشر. بحسب كتابات المؤرخ مجير الدين الحنبلي بنى الحاكم المملوكي في القدس بالقرن الخامس عشر مقام ومسجد بالمنطقة.

## موقع القرية
كانت القرية تقع على الضفة الجنوبية لنهر روبين، وتبعد 3 كلم عن البحر الأبيض المتوسط على بعد 14 كيلومتراً غرب مدينة الرملة و 14 كيلومتراً جنوب مدينة يافا.

## نهر روبين
عرفه الكنعانيون باسم (نهر بعل) وكلمة بعل كلمة عربية كنعانية بمعنى رب أو سيد وعرف الكنعانيون قديماً باسم نهر بعل ومعناه إله الخصب عندهم. وحرف اليونان اسم نهر بعل إلى نهر بيلوس. يمتد مجراه الدائم إلى ثلاثة كيلومترات ونصف وكنت تجد في موسم النبي روبين القوارب الصغيرة منتشرة في النهر.
تتجمع مياه نهر روبين في أيام الشتاء من عدة أودية وسيول من الأمطار في فصل الشتاء وقسم من فصل الربيع  وأهم الأودية التي ترفد النهر وادي الصرار الذي هو امتداد من جبال القدس في بيت جالا والولجة ثم بيت حنينا وقالونيا والقسطل وعكور وعرتوف ثم من بيت سوريك حتى يصل عرتوف وتجتمع هذه الأودية بوادي الصرار ثم يأتي وادي جليا المخِزن قطره المغار ليتحد مع وادي الصرار مروراً بقرى بشيت ويبنا وزرنوقة والقبيبة وعند دخول أراضي قرية النبي روبين في منطقة تل السلطان يطلق عليه نهر النبي روبين وأحياناً نهر وادي روبين الصرار ويقال أن طول هذه الأودية من بدايتها إلى مصب البحر الأبيض المتوسط يصل إلى أكثر من 75 كيلومتر كلها ذات جريان سيلي باستثناء السبعة كيلومترات الأخيرة ومع نهاية الربيع تتوقف الأودية ويبقى النهر الصغير داخل حدود قرية النبي روبين وطوله ثلاثة كيلومترات ونصف ويتميز حوض نهر روبين بعد عام 1945م بالتجمعات السكانية المختلفة ويعمل السكان بالزراعة وتربية الحيوانات وتربية كثير من أنواع الطيور.

## مقام النبي روبين
يقوم مقام النبي روبين على انقاض هيكل كنعاني كان قائم على ساحل النهر الجنوبي، على مسافة قليلة من مصبة في البحر. ويعتقد ان النبي روبين ابن يعقوب مدفون في هذا المكان.

## موسم النبي روبين
موسم النبي روبين هو احتفال تراثي فلسطيني استمر أكثر من الف سنه حتى عام 1946.
يبدأ الموسم مع ظهور أول هلال في شهر آب من كل عام، كان يتزامن ذلك مع انتهاء موسم قطيف الحمضيات في منطقة يافا حتى اعتبروه احتفالاً بانتهاء موسم الحمضيات. لم يكن هذا الحدث مختصرًا على فئة محددة من الناس، كان يشارك به الجميع، الأغنياء والفقراء ومتوسطو الحال، ولم يكن حدثًا دينيًا، فقد شارك به المسلمون والمسيحيون وحتى اليهود.
مع وصول الوافدين تبدأ كل عائلة بنصب خيمتها وترتيب أغراضها، كل يحاول أن يكون الأقرب إلى قبر ومقام النبي روبين، للحصول على بركة أكبر.
لم يقصد الفلسطينيون موسم النبي روبين للاستجمام والراحة فحسب، بل كانت مناسبة يقضون به نذرًا نذروه، أو لتطهير أبنائهم الصغار أو قص شعورهم لأول مرة، ومع مرور الزمن تحوّل إلى مهرجان ضخم تعرض به المسرحيات، ويقص به الحكواتي حكاياته، وتقام بة حلقات دينية صوفية ومحاضرات ودروس في الدين، كانت مناسبة للتعارف وإقامة الأعراس.وقد تم في الموسم الأخير عرض الأفلام لأول مرة.
في أيام الموسم كانت الأوقاف ترسل المؤذنين الأجمل صوتاً.
ابرز المشايخ والعلماء الذين تواجدوا في المقام بموسم الشيخ روبين منذ عام 1910 وحتی عام 1946:
1ـ الشيخ كامل أفندي السوافيري واعظ قضاء الرملة والمنطقة.
2ـ الشيخ حسين أفندي حسونة واعظ قضاء يافا والمنطقة.
3ـ الشيخ سعيد أفندي عبد الله واعظ قضاء طولكرم.
4ـ الشيخ محمد أفندي البسطامي واعظ قضاء نابلس.
5ـ الشيخ إسماعيل أفندي الريماوي مدرس جامع يافا الكبير.
6ـ الشيخ سعيد أفندي اليعقوبي من المجدل من علماء الأزهر الشريف.
7ـ الشح الهلالي محمد من وعاظ الرملة.
8ـ الشيخ فهمي أفندي الأغا واعظ من منطقة خان يونس.
9ـ الشيخ شعبان أفندي صبح واعظ منطقة حيفا.
بين السنوات 1936-1939 منعت قرات الاتداب البريطاني الفلسطينيين من اقامه المراسم بضغط مجموعات صهيونية.

## احتلال القرية
احتُلت القرية في المرحلة الثانية من عملية براك وبحسب المؤرخ الإسرائيلي بِني موريس أن سكانها طُردوا في 1 حزيران/يونيو 1948، قبل ثلاثة أيام من إجبار سكان يبنة المجاورة على مغادرة منازلهم. وكانت عمليات الطرد هذه تنسق مع ممارسات لواء غفعاتي بقيادة شمعون أفيدان، ومع خطة دالت التي وضعتها الهاغاناه.

## القرية اليوم
ينتصب مقام النبي روبين وسط الشجيرات والنباتات البرية، وفي ركن من أركانه تظهر مئذنة لها ثلاثة مداخل مقنطرة العقد. ولا تزال بضعة مقامات صغرى، مبنية بحجارة كبيرة، قائمة أيضاً. وثمة بالقرب من المقام بنية أسمنتية، قائمة بذاتها، وقوامها غرفة واحدة على شكل صندوق.
في سنة 1949، أنشأ الصهيونيون كيبوتس بلماحيم على أراضي القرية المحاذية للساحل، جنوبي مصب نهر روبين. كما أنشأوا على أراضي القرية مستعمرة غان سوريك [الإنجليزية] في سنة 1950، على بعد 3.5 كلم إلى الغرب من المقام.